# Carstvo Marata
Carstvo Marata (marathi: मराठा साम्राज्य Marāṭhā Sāmrājya) ili (u određenoj povijesnoj fazi) - Konfederacija Marata bila je hinduistička država u današnjoj središnjoj Indiji, čija je jezgra bila Maharashtra, između 1674. (krunidba Shivajia) i 1818., kada je poraz pešve Bajirao-a II. od strane Britanske istočnoindijske kompanije znači kraj Carstva. Na svom vrhuncu, Carstvo se prostiralo na području od približno 1 milijuna km². Carstvo Marata srušilo je Mogulsko Carstvo i bilo je uspješno i posljednja prepreka britanskim kolonijalnim interesima.
Carstvo Marata osnovao je 1674. lokalni vladar Shivaji, koji je izabrao Raigad za svoju prijestolnicu. Shivaji je umro 1680., ostavivši u nasljeđe opsežno i moćno carstvo s nekim karakteristikama zbog kojih je izgledalo kao Konfederacija. 
Mogulska invazija na Dekan dovela je do dugog, ali neuspješnog 25-godišnjeg rata koji se odvijao između 1682. i 1707. godine. Shahu, Shivajijev unuk, vladao je kao car do 1749. Tijekom svoje vladavine, Shahu je zapravo imenovao pešva (premijera) da djeluje kao šef vlade, koja mu je i dalje bila podređena. Međutim, nakon Shahuove smrti, pešva je postao de facto vođa Carstva Marata od 1749. do 1761. U tom se razdoblju Carstvo izuzetno proširilo, pripojivši razne mogulske provincije, pokrivajući veći dio Indijskog potkontinenta, i oduprijevši se čak britanskim snagama, sve dok nesloga između pešvi i njihovih sardara (vojnih zapovjednika) nije uzrokovala da politička struktura Marata izgubi svoju dinamičnu koheziju.
Poraz koji se dogodio u trećoj bitci kod Panipata 1761. obustavio je širenje Carstva Marata u Indiji i drastično smanjio kontrolnu moć pešvi. Međutim,  Marata je nastavilo postojati i da bi se učinkovitije upravljalo velikim Carstvom, zahvaljujući Madhavrau, djelomična autonomija dodijeljena je najjačim sardarima i tako je nastala Konfederacija Marata.
Suparništvo između Sindhije i Holkara dominiralo je Konfederacijom početkom 19. stoljeća, što je bilo popraćeno oružanim sukobima s Britanskom istočnoindijskom kompanijom i trima Anglo-maratskim ratovima, od kojih je prvi izbio nakon teškog uplitanja Kompanije u složenu dinamiku nasljeđivanja pešve iz grada Punea i koja je završila pobjedom Marata. Britanska istočnoindijska kompanija se oporavila u Drugom i Trećem anglo-marata ratovima, u potonjem je pešva Bajirao II., poražen od Britanaca 1818. Većina Marata Carstva je stoga apsorbirana u Britansku Indiju, iako su neki od dijelova Carstva Marata nastavili postojati s poluneovisnim statusom unutar Indije, sve do neovisnosti Indije 1947.
Veliki dio Carstva Maratha bio je obalni, zahvaljujući moći koju je iskazivala njena mornarica, koja je djelovala pod vodstvom zapovjednika kao što je bio Kanhoji Angre, koji je uspio podalje zadržati Portugalce i Britance.